# Monastère de la Conception (Moscou)

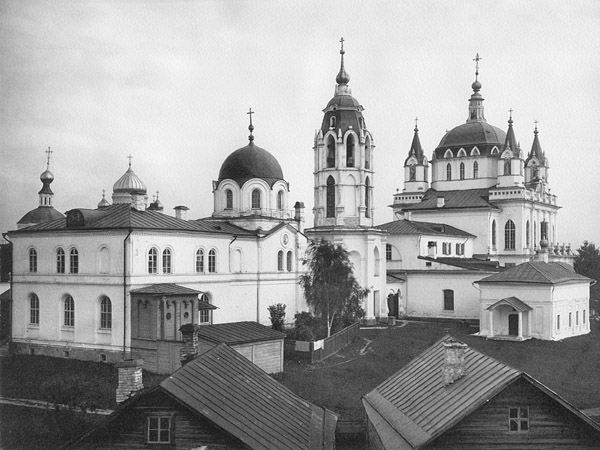
Photographie du monastère en 1882.

Le monastère de la Conception (de sainte Anne) ou monastère Zatchatievski (russe : Зачатьевский монастырь) est un monastère russe orthodoxe situé dans le quartier Khamovniki de Moscou, au nord de la Moskova. Le monastère a été fermé par les bolchéviques en 1918 et a rouvert en 1995. 

## Histoire
Des sources tardives affirment que le monastère occupait à l'origine l'emplacement du monastère Alexeïevski, couvent féminin le plus ancien de Moscou. Il aurait été fondé par le métropolite Alexis en 1360 et a été consacré à la fête de la Conception de sainte Anne. Les sœurs d'Alexis, Eupraxie et Julienne, y furent religieuses. Elles ont été canonisées par l'Église orthodoxe russe en l'an 2000.
Après le grand incendie de Moscou de 1547, le monastère déménage plus à l'est sur le site de l'actuelle cathédrale du Christ-Sauveur. En 1584, un nouveau monastère est reconstruit sur le site originel par Féodor Ier et sa femme Irène. Le couple étant sans enfant demandait les prières des religieuses du monastère de la Conception pour arriver eux-mêmes à concevoir un enfant. Ce monastère a été pillé et ravagé au Temps des Troubles.

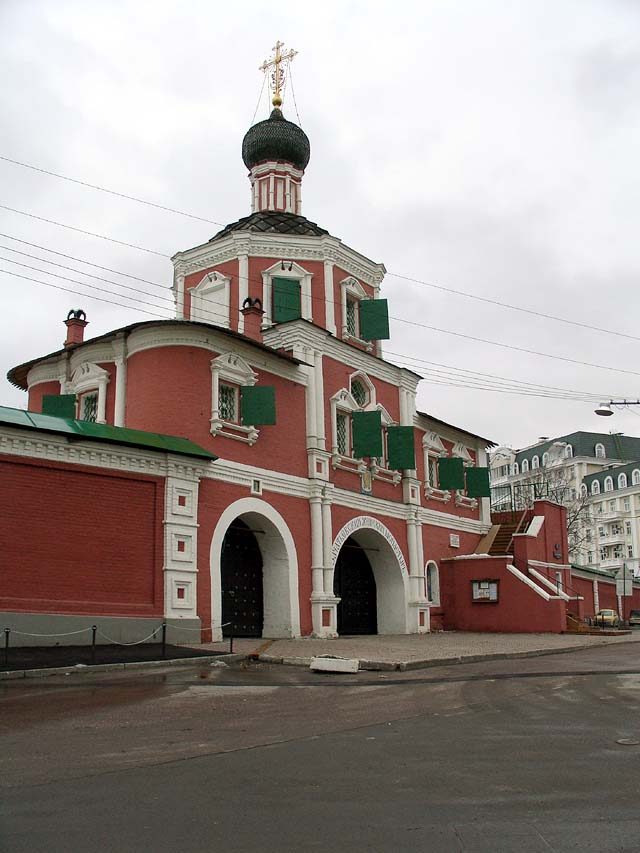
Portail en baroque Narychkine datant de 1696.

La chapelle au-dessus du portail d'entrée date de 1696 et a été financée par la famille Rimsky-Korsakov. Ce portail et sa chapelle de style baroque Narychkine avec les murs figurent parmi les rares vestiges du monastère, tel qu'il existait avant les années 1920. Le catholicon  a été construit en in 1804-1807 dans un style néo-gothique par Rodion Kazakov. Il a été démoli en 1934. 
Le monastère a été pillé et vandalisé en 1922 lors d'une campagne d'athéisme menée par les autorités bolchéviques, mais il a continué à abriter des religieuses, jusqu'à la fermeture du monastère le 16 mars 1925 et le dernier office célébré par le patriarche Tikhon, neuf jours avant sa mort. Le monastère est interdit d'accès en 1927, puis sert de prison pour la jeunesse délinquante.
Une école est construite à l'emplacement du catholicon, détruit en 1934. L'icône vénérée de la Théotokos de Pitié est transférée en l'église Saint-Élie à proximité.

## Reconstruction
Le projet de reconstruire le monastère remonte à 1991. Il est réétabli en mai 1995 par le métropolite de Moscou. En 2005, l'église Sainte-Anne (troisième à droite sur la photographie de 1882) est reconstruite. Les autorités ecclésiastiques, estimant que le style néo-gothique n'est pas approprié pour un édifice sacré orthodoxe, exigent la reconstruction du katholikon dans  le style byzantin. En octobre 2006, le maire de Moscou Youri Loujkov approuve un édifice de style néo-russe selon les dessins de l'architecte Alexandre Obolenski à condition de baisser la hauteur de l'édifice.

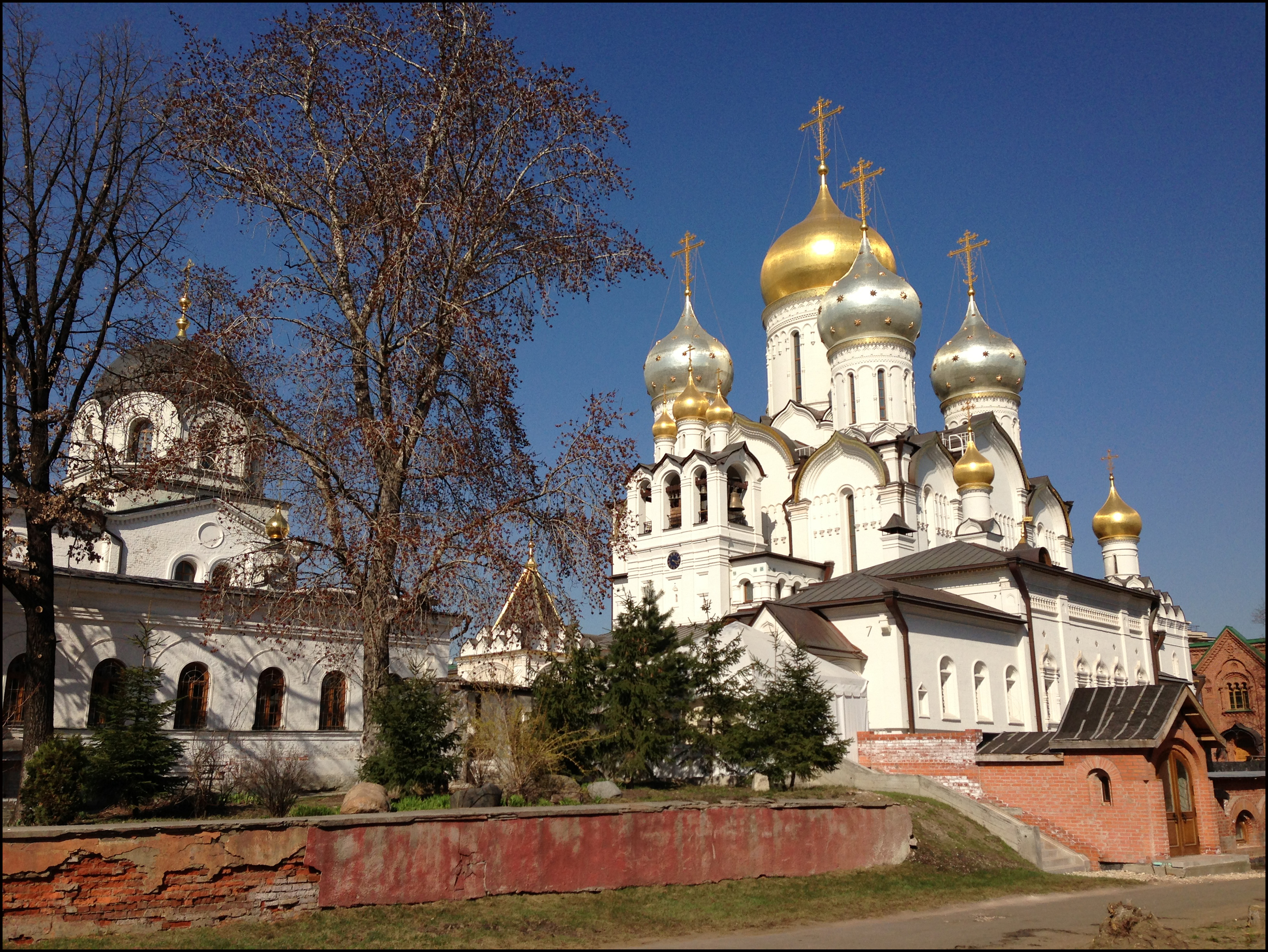
Vue du catholicon actuel.

C'est en juin 2009, que le nouveau katholikon couronné de cinq bulbes et fait de béton in situ est terminé. La cathédrale de la Nativité-de-la-Vierge (une cathédrale n'a pas la même signification chez les orthodoxes que chez les catholiques, ces derniers n'en faisant que le siège de l'évêque) est consacrée le 25 novembre 2010. Les travaux ont été financés par le milliardaire Dmitri Rybolovlev, qui a été récompensé pour cela de l'ordre de Saint Séraphin de Sarov (1re classe) par le patriarche Cyrille.

## Accès
On accède au monastère par les stations de métro Kropotkinskaïa et Park Koultoury-Radialnaïa. L'accès aux églises et au jardin du monastère est ouvert au public pendant la journée jusqu'à l'office des Vêpres à 17 heures. Il faut demander la permission à la prieure (higoumène en russe) pour pouvoir prendre des photographies.

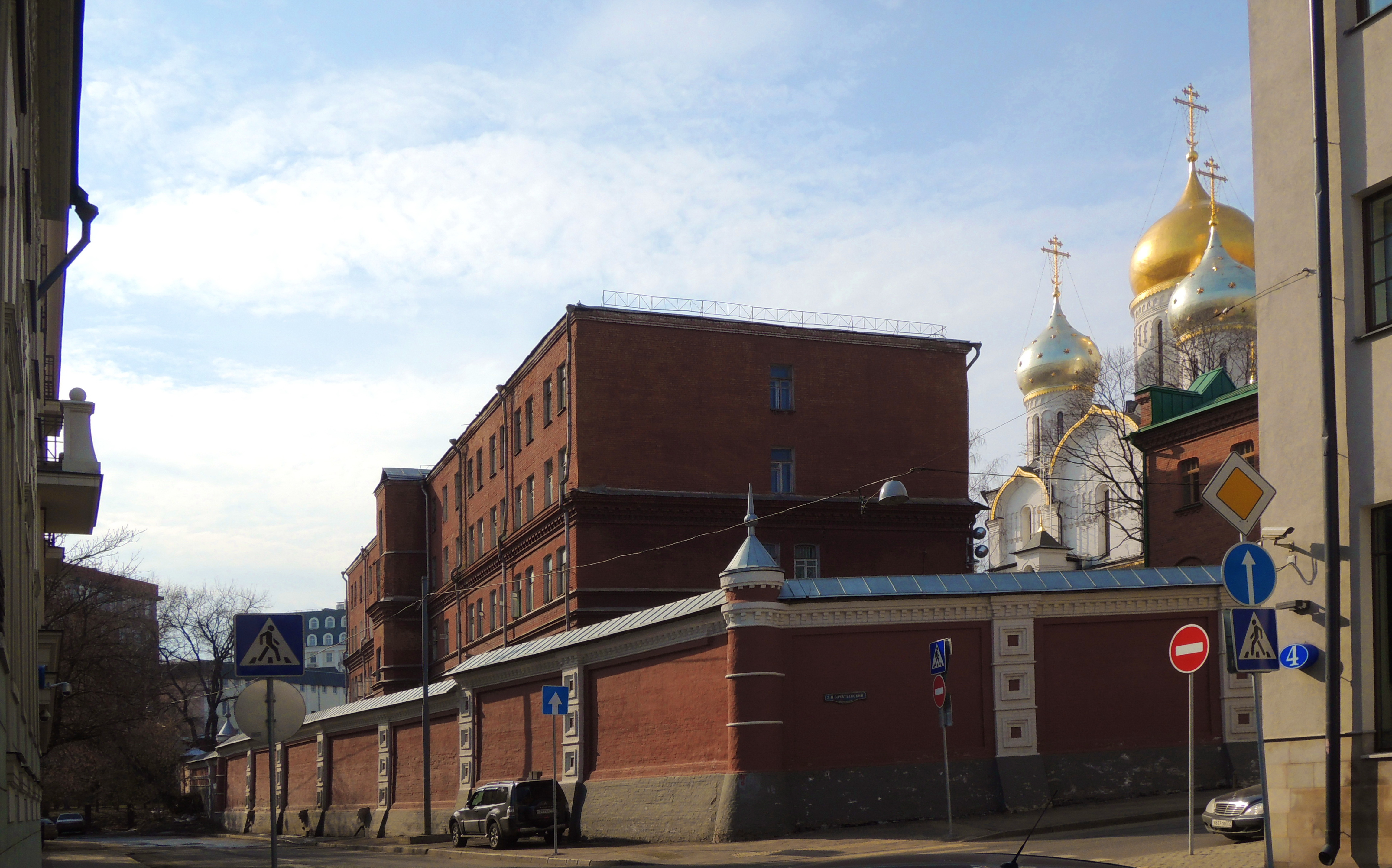
Vue des remparts arrières donnant ruelle Molotchny.